# 誤打誤撞
《誤打誤撞》是一部英國廣播公司電視的喜劇，與美國線上電視節目供應商Hulu共同製作。節目於2013年9月24日在英國BBC Two首播，美國則在2013年11月11日播映。
同樣成功的第二輯於2014年聖誕節期間在BBC Two和Hulu播出。

## 情節
Sam Pinkett（馬修·貝恩頓）和Phil Bourne（詹姆斯·柯登），兩個平凡的布拉克內爾地區議會同事，在Sam接聽車禍現場的手機來電後，意外捲入毫不相干，但有致命威脅的犯罪、陰謀和貪腐圈套。

## 演員陣容
- 馬修·貝恩頓 飾演 Sam Pinkett
- 詹姆斯·柯登 飾演 Phil Bourne
- Sarah Solemani 飾演 Lizzie Green
- Tom Basden 飾演 Noel Ward
- Paul Cawley 飾演 Alan
- Chandeep Uppal 飾演 Sabrina
- 唐·弗蘭奇 飾演 Linda Bourne
- Nick Moran 飾演 Nick Stevens
- 艾米丽雅·福克斯 飾演 Scarlett Stevens
- David Calder 飾演 Mr. Reid
- 王漢斌 飾演 Mr Lau
- Andrew Koji 飾演 Jason Lau
- Christina Chong 飾演 May Wu
- Dougray Scott 飾演 Agent Jack Walker
- Stephen Campbell Moore 飾演 Paul Smoke
- Karel Roden 飾演 Marat Malankovic
- Duncan Pow 飾演 Petr
- Alec Utgoff 飾演 Yuri
- Rebecca Front 飾演 Cox
- Bertie Carvel 飾演 Nathan Cross (第二輯)
- Trevor Cooper 飾演 Guard Harry (第二輯)

## 家庭媒體
第一輯的 DVD 和藍光光碟版於2013年11月4日在英國推出。
第二輯預計於2015年1月26日在英國推出。

## 外部連結
- 在BBC Programmes了解《誤打誤撞》（英文）

- 互联网电影数据库（IMDb）上《誤打誤撞》的资料（英文）
- 英国喜剧向导网站上的《誤打誤撞》（英文）
- Hulu 上的 誤打誤撞 (The Wrong Mans) （页面存档备份，存于）
- 幕後翦影 （页面存档备份，存于）